# 크로아티아의 국기

크로아티아의 국기 비율 1:2

크로아티아의 국기는 1990년 12월 21일자로 공식 제정되었다. 범슬라브색인 빨간색, 하얀색, 파란색 세 가지 색으로 구성된 가로 줄무늬 바탕 가운데에 크로아티아의 국장이 그려져 있다.
국장을 제외하면 시각적으로 네덜란드의 국기의 색 배열 순서가 같아서 대체로 비슷하다.
유고슬라비아 사회주의 연방 공화국 시대에 사용된 크로아티아 사회주의 공화국의 국기에는 빨간색, 하얀색, 파란색 세 가지 색으로 구성된 가로 줄무늬 바탕 가운데에 붉은색 별이 그려져 있었다.

## 색상
크로아티아의 국기 색상은 다음과 같다.
| 색상    | 빨강            | 하양                | 하늘              | 파랑              | 노랑               | 검정            |
| ------- | --------------- | ------------------- | ----------------- | ----------------- | ------------------ | --------------- |
| Pantone | 186 C           | Transparent white   | Process Cyan C    | Reflex Blue C     | 108 C              | Process Black C |
| CMYK    | 0-100-100-0     | 0-0-0-0             | 100-0-0-0         | 100-82-0-2        | 0-6-95-0           | 0-0-0-100       |
| RGB     | 255-0-0 #ff0000 | 255-255-255 #ffffff | 0-147-221 #0093dd | 23-23-150 #171796 | 247-219-23 #f7db17 | 0-0-0 #000000   |

## 여러 가지 기

크로아티아의 상선기, 정부기 비율 2:3
크로아티아의 해군기 비율 2:3
크로아티아 해군의 국적기 비율 2:3
대통령기, 총사령관기 비율 1:1
총리기
국회의장기
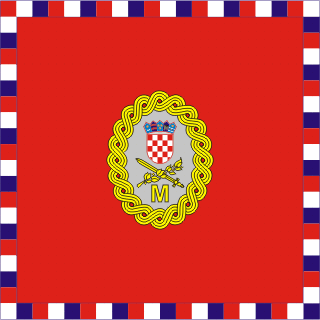
국방장관기
총참모장기
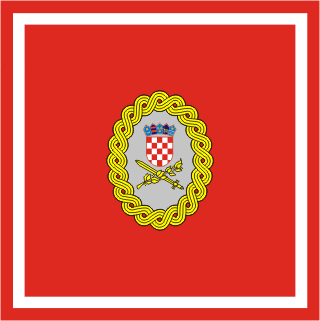
장교기
해군 총사령기
해군 원수기
해군 대장기
해군 중장기
해군 소장기
해군 준장기

## 역대 크로아티아의 국기

중세 크로아티아 왕국 (925년-1102년)
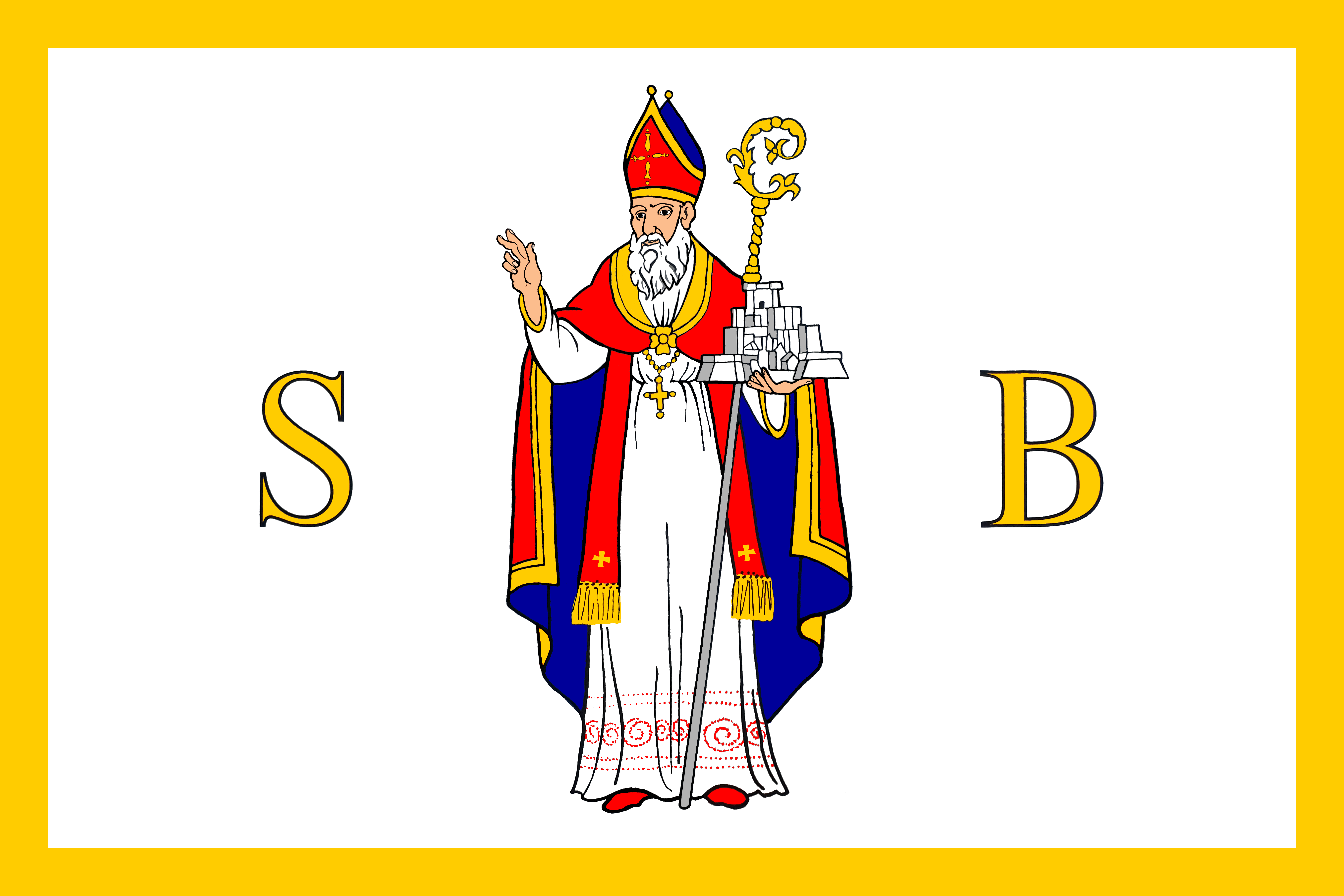
라구사 공화국의 국기 (1358년-1807년)
합스부르크 크로아티아 왕국의 국기 (1852년-1860년)
슬라보니아 왕국의 국기 (1852년-1860년)
슬라보니아 왕국의 국기 (1860년-1918년)
달마티아 왕국의 국기 (1820년-1918년)
크로아티아-슬라보니아 왕국의 민간기 (1868년-1918년)
크로아티아-슬라보니아 왕국의 국기 (1868년-1918년)
크로아티아 바노비나의 당시의 기 (1939년-1941년)
크로아티아 독립국의 국기 (1941년-1945년)
크로아티아 사회주의 공화국의 국기 (1943년-1945년)
크로아티아 사회주의 공화국의 국기 (1945년-1990년)
크로아티아의 국기 (1990년)

## 같이 보기
- 크로아티아의 국장
- 유고슬라비아의 국기
- 네덜란드의 국기
- 파라과이의 국기